# مسجد طمقاچیها (عبدالباقی)
مسجد طمقاچیها (عبدالباقی) مربوط به دوره صفوی است و در کاشان، جنب میدان سنگ، ابتدای کوچه دوازده متری، جدیدالاحداث واقع شده و این اثر در تاریخ ۸ مرداد ۱۳۸۱ با شمارهٔ ثبت ۵۹۰۰ به‌عنوان یکی از آثار ملی ایران به ثبت رسیده است.